# حكومة أحمد قريع الأولى
حكومة أحمد قريع الأولى أو الحكومة الفلسطينية السابعة، هي حكومة طوارئ كانت برئاسة أحمد قريع، واستمرت منذ 5 أكتوبر 2003 حتى 12 نوفمبر 2003.

## التاريخ
تقبل الرئيس الفلسطيني ياسر عرفات استقالة حكومة محمود عباس اعتبارًا من 6 سبتمبر 2003، على أن تستمر بالعمل مسيرًا للأعمال لحين تولي الحكومة الجديدة مهامها.
في 5 أكتوبر 2003، أصدر الرئيس ياسر عرفات مرسومًا بإعلان حالة الطوارئ على كامل الأراضي الفلسطينية وتشكيل حكومة طوارئ برئاسة أحمد قريع.

## تشكيلة الحكومة
يتكون مجلس وزراء حكومة أحمد قريع الأولى من 8 وزراء.
| ت | الاسم الكامل                                      | صورة | الحقيبة الوزارية                                                                                      |
| - | ------------------------------------------------- | ---- | --- |
| 1 | أحمد قريع                                         |      | رئيس وزراء السلطة الوطنية الفلسطينية وزير الإعلام وزير الأوقاف والشؤون الدينية                        |
| 2 | سلام فياض                                         |      | وزير المالية وزير الاقتصاد الوطني والتجارة وزير الزراعة وزير السياحة والآثار وزير الطاقة وزير التخطيط |
| 3 | نبيل شعث                                          |      | وزير الشؤون الخارجية وزير الثقافة                                                                     |
| 4 | جواد الطيبي                                       |      | وزير العدل وزير الصحة وزير الشؤون الاجتماعية وزير شؤون الأسرى والمحررين                               |
| 5 | نعيم أبو الحمص                                    |      | وزير التربية والتعليم العالي وزير العمل                                                               |
| 6 | جمال الشوبكي                                      |      | وزير الحكم المحلي وزير الشباب والرياضة                                                                |
| 7 | عبد الرحمن حمد                                    |      | وزير النقل والمواصلات وزير الأشغال العامة والإسكان وزير الاتصالات وتكنولوجيا المعلومات                |
| 8 | صائب عريقات                                       |      | وزير دولة                                                                                             |
| 9 | حكم بلعاوي (عُين في 13 أكتوبر 2003 قائمًا بالأعمال) |      | وزير الداخلية                                                                                         |
| / | حسن أبو لبدة                                      |      | أمين عام مجلس الوزراء                                                                                 |

## وصلات خارجية
- موقع مجلس الوزراء